# العلاقات الليختنشتانية الناوروية
العلاقات الليختنشتانية الناوروية هي العلاقات الثنائية التي تجمع بين ليختنشتاين وناورو.

## مقارنة بين البلدين
هذه مقارنة عامة ومرجعية للدولتين:
| وجه المقارنة                                              | ليختنشتاين                                 | ناورو                          |
| --------------------------------------------------------- | ------------------------------------------ | ------------------------------ |
| المساحة (كم2)                                             | 16                                         | 21                             |
| عدد السكان (نسمة)                                         | 37.47 ألف                                  | 10.08 ألف                      |
| الكثافة السكانية (ن./كم²)                                 | 234.19 ألف                                 | 48.00 ألف                      |
| العاصمة                                                   | فادوتس                                     | ضاحية يارين                    |
| اللغة الرسمية                                             | اللغة الألمانية                            | اللغة الناورونية، لغة إنجليزية |
| العملة                                                    | فرنك سويسري                                | دولار أسترالي                  |
| الناتج المحلي الإجمالي (بليون دولار)                      | 6.29 مليار                                 | 113.88 مليون                   |
| الناتج المحلي الإجمالي (تعادل القوة الشرائية) بليون دولار |                                            | 162.98 مليون                   |
| الناتج المحلي الإجمالي الاسمي للفرد دولار أمريكي          |                                            | 9.83 ألف                       |
| الناتج المحلي الإجمالي للفرد دولار أمريكي                 |                                            |                                |
| مؤشر التنمية البشرية                                      | 0.908                                      |                                |
| رمز المكالمات الدولي                                      | +423                                       | +674                           |
| رمز الإنترنت                                              | .li                                        | .nr                            |
| المنطقة الزمنية                                           | توقيت وسط أوروبا، ت ع م+01:00، ت ع م+02:00 | ت ع م+12:00                    |

## منظمات دولية مشتركة
يشترك البلدان في عضوية مجموعة من المنظمات الدولية، منها:
| علم المنظمة | اسم المنظمة                   | تاريخ انضمام ليختنشتاين | تاريخ انضمام ناورو |
| ----------- | ----------------------------- | ----------------------- | ------------------ |
|             | الاتحاد البريدي العالمي       | ?                       | ?                  |
|             | الاتحاد الدولي للاتصالات      | 25 يوليو 1963           | 10 يونيو 1969      |
|             | منظمة حظر الأسلحة الكيميائية  | ?                       | ?                  |
|             | الأمم المتحدة                 | 18 سبتمبر 1990          | 14 سبتمبر 1999     |
|             | منظمة الشرطة الجنائية الدولية | ?                       | ?                  |